# Sheriff (companie)
„Sheriff” este principalul holding din așa-numita Republică Moldovenească Nistreană, format din companii private transnistrene.
Fondată la începutul anilor 1990 de către Victor Gușan și Ilia Kazmalî, foști membri ai serviciilor speciale, compania a crescut puternic, incluzând aproape toate domeniile de afaceri private profitabile din această regiune, implicându-se, de asemenea, în mod semnificativ și în politica transnistreană.
Sheriff deține un lanț de benzinării, un lanț de supermarket-uri, un canal de televiziune, o editură, o companie de construcții, o agenție de publicitate, o fabrică de băuturi spirtoase („KVINT”), două fabrici de pâine, o rețea de telefonie mobilă (Interdnestrcom), o echipă de fotbal (FC Sheriff Tiraspol) și stadionul omonim, de asemenea este dealer-ul oficial al Mercedes-Benz în reg. transnistreană.

## Istoria holdingului
„Sheriff” a fost formată pe 24 iunie 1993, este cea mai mare companie din regiunea transnistreană a Republicii Moldova
- În 1996 a fost deschisă rețeaua de supermarke Sheriff. Pe 4 aprilie 1997 a fost înființat Clubul sportiv Sheriff.
- În august 1997 Compania „Sheriff” a început să dezvolte televiziunea multicanală prezentă pe întreg teritoriul transnistrean.
- Pe 21 aprilie 1998 a fost creat departamentul de construcție a companiei.
- În iunie 1998, a fost dată în exploatare prima benzinărie „Sheriff”.
- La începutul anului 1999 a fost creată Editura Delo (rus. Дело).
- În mai 1999 a fost deschis Autocentrul „Mercedes-Benz”.
- Pe 1 august 2000 a început construcția Complexului sportiv „Sheriff”.
- În iulie 2000 a fost dat în exploatare un depozit pentru produse petroliere.
- În februarie 2003, după privatizare și reconstrucție, a început activitatea bazei de petrol din Tiraspol.
- Pe 22 ianuarie 2004 a fost creată agenția de publicitate Excluziv(rus. Эксклюзив).
- Pe 23 mai 2005, Compania „Sheriff” a privatizat brutăria din Tiraspol.
- Pe 14 iulie 2006 a fost privatizată Fabrica producătoare de coniacuri, vinuri și vodcă KVINT din Tiraspol.

## Galerie

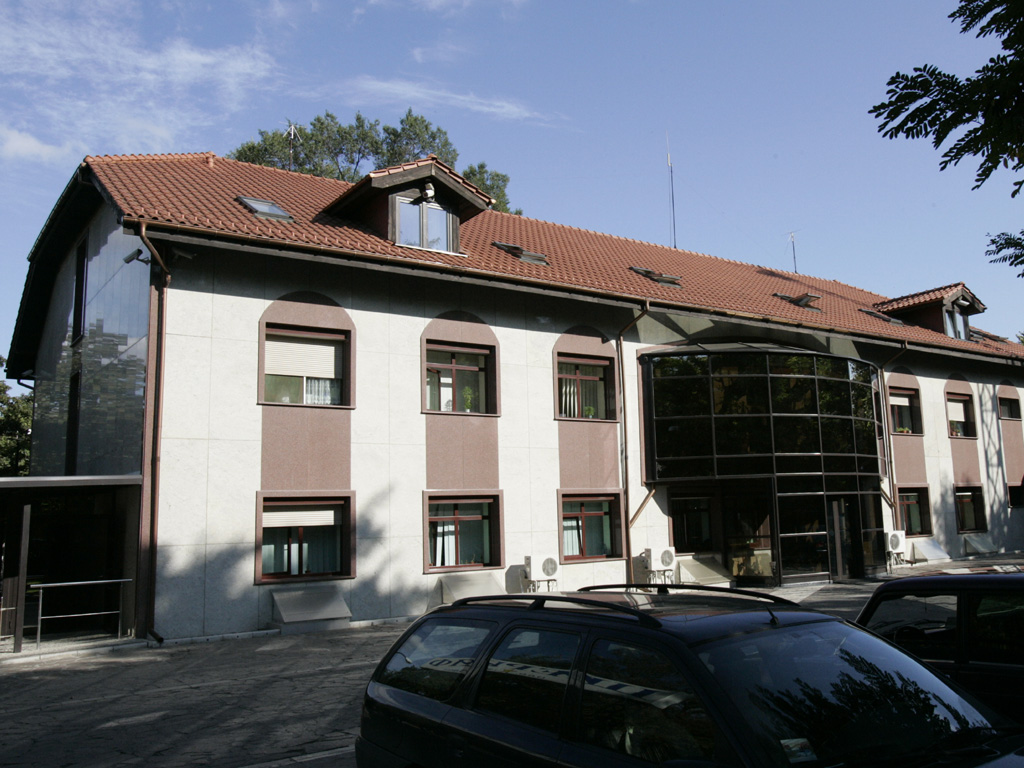
Sediul central din Tiraspol
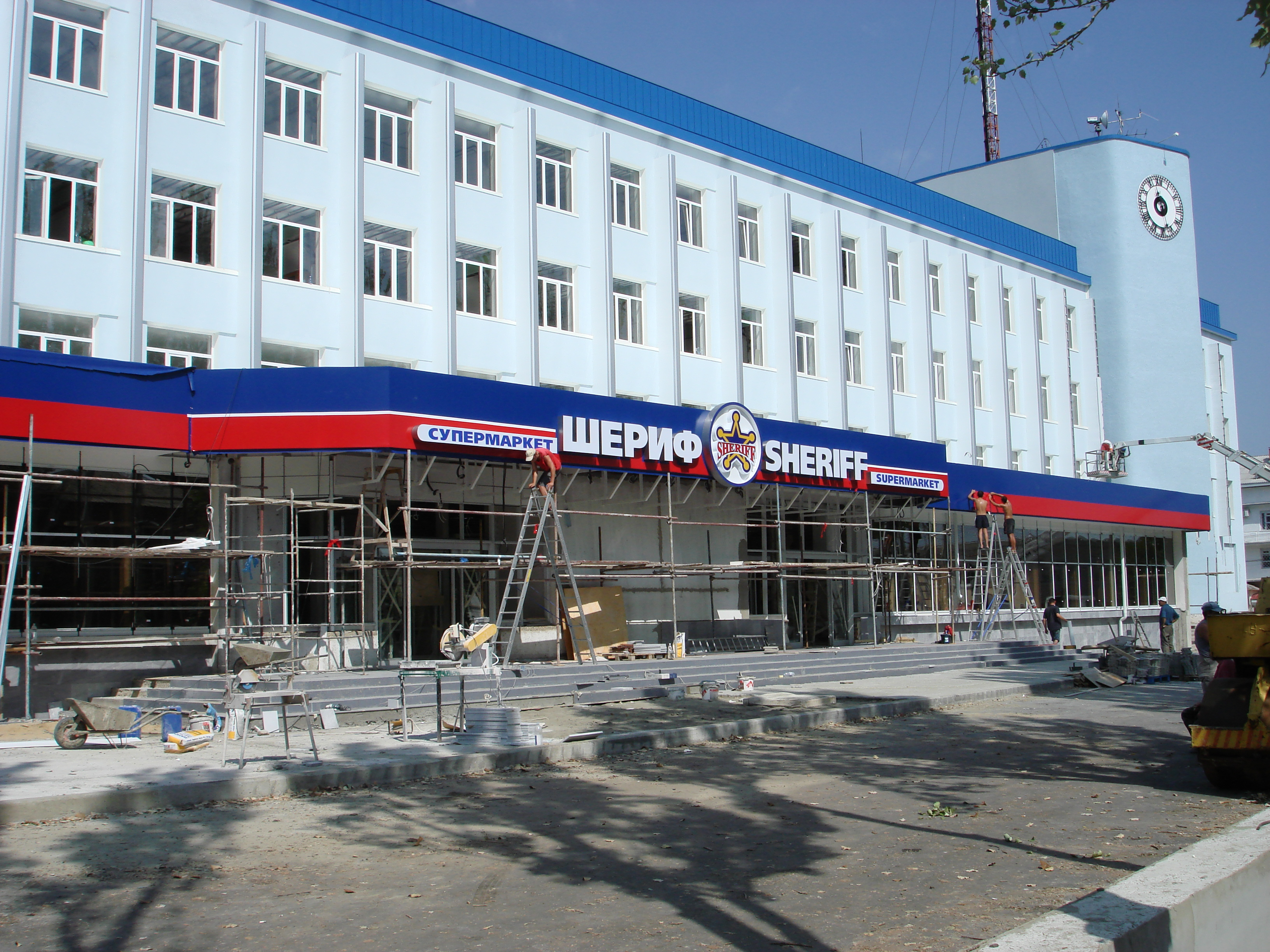
Supermarket „Sheriff” din Tighina
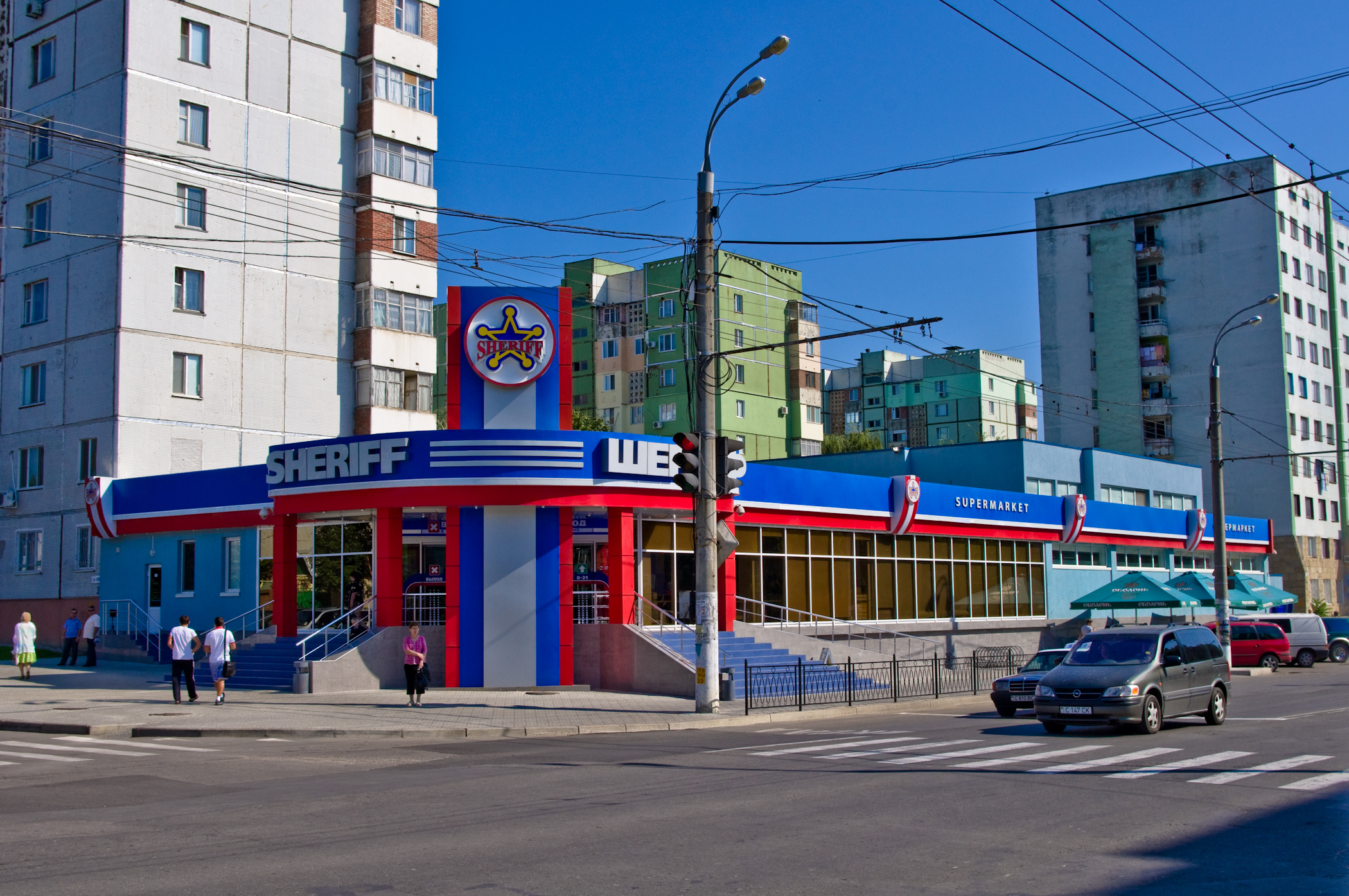
Supermarket din Tiraspol
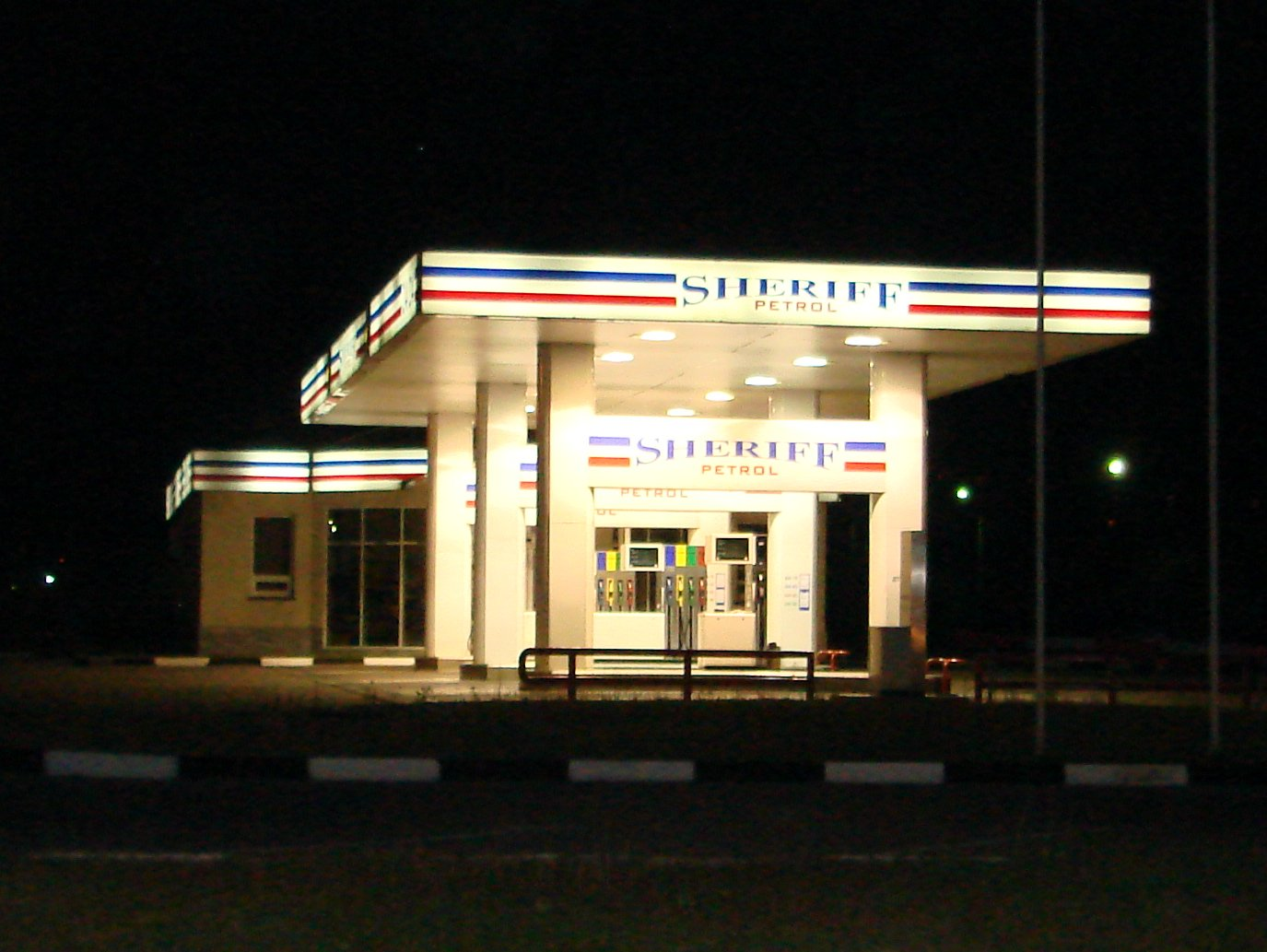
Benzinărie de lângă Tiraspol
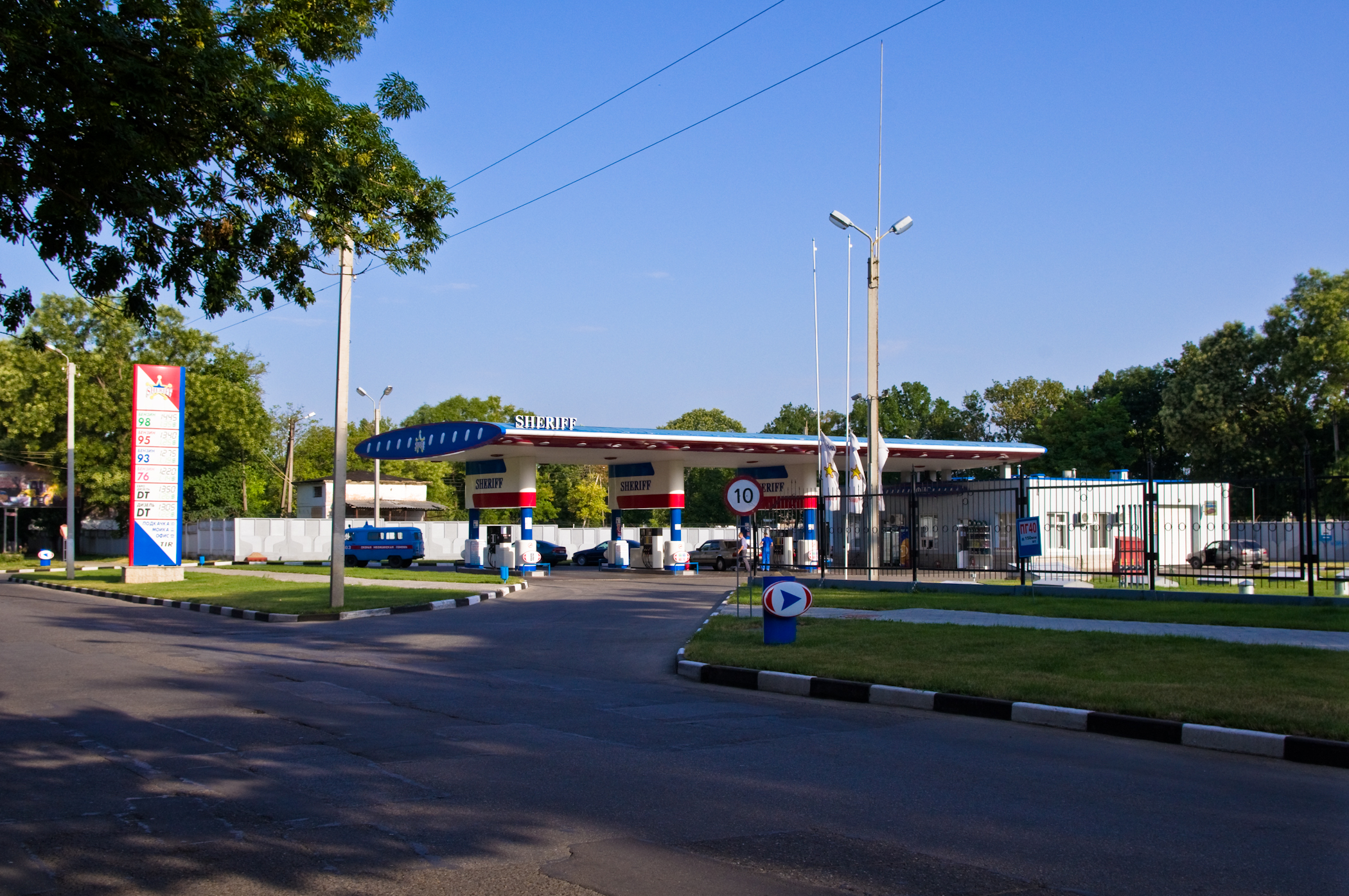
Benzinărie din Tighina
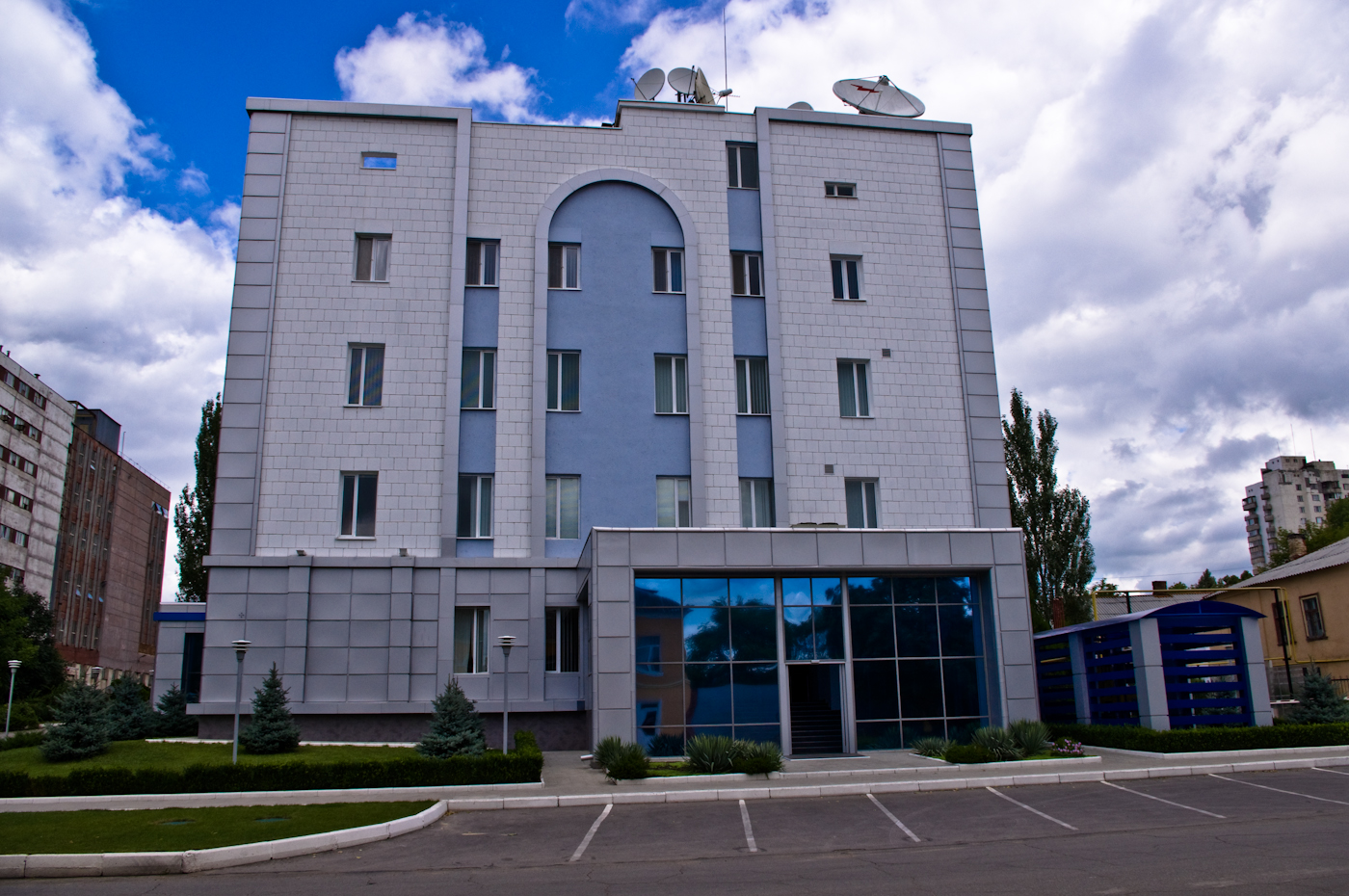
Sediul Interdnestrcom
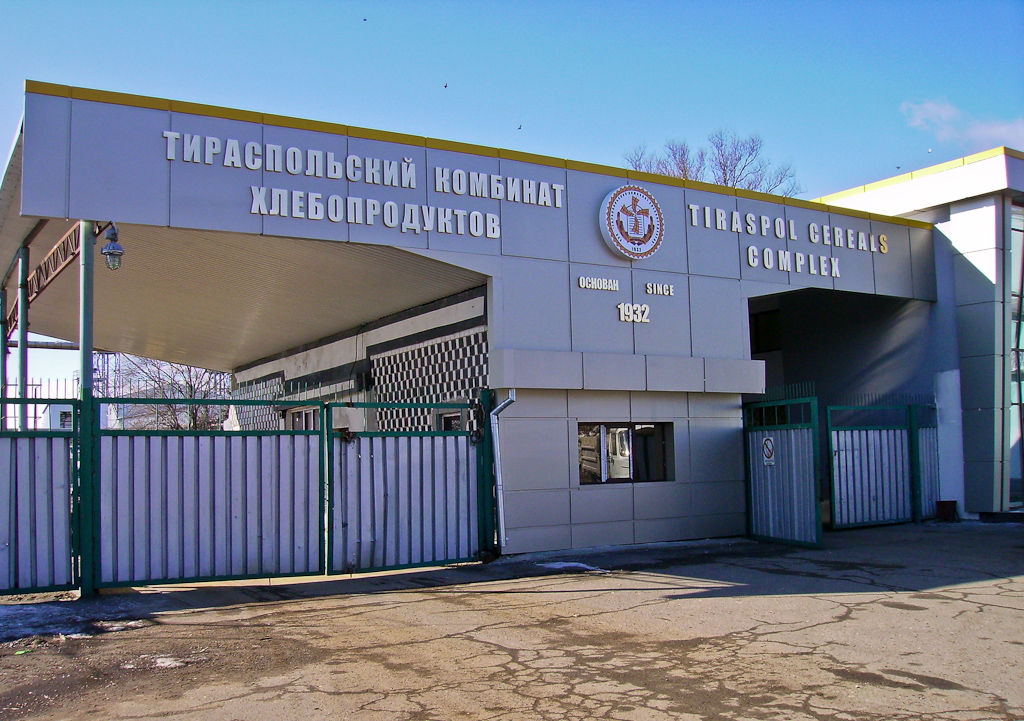
Combinatul de pâine din Tiraspol
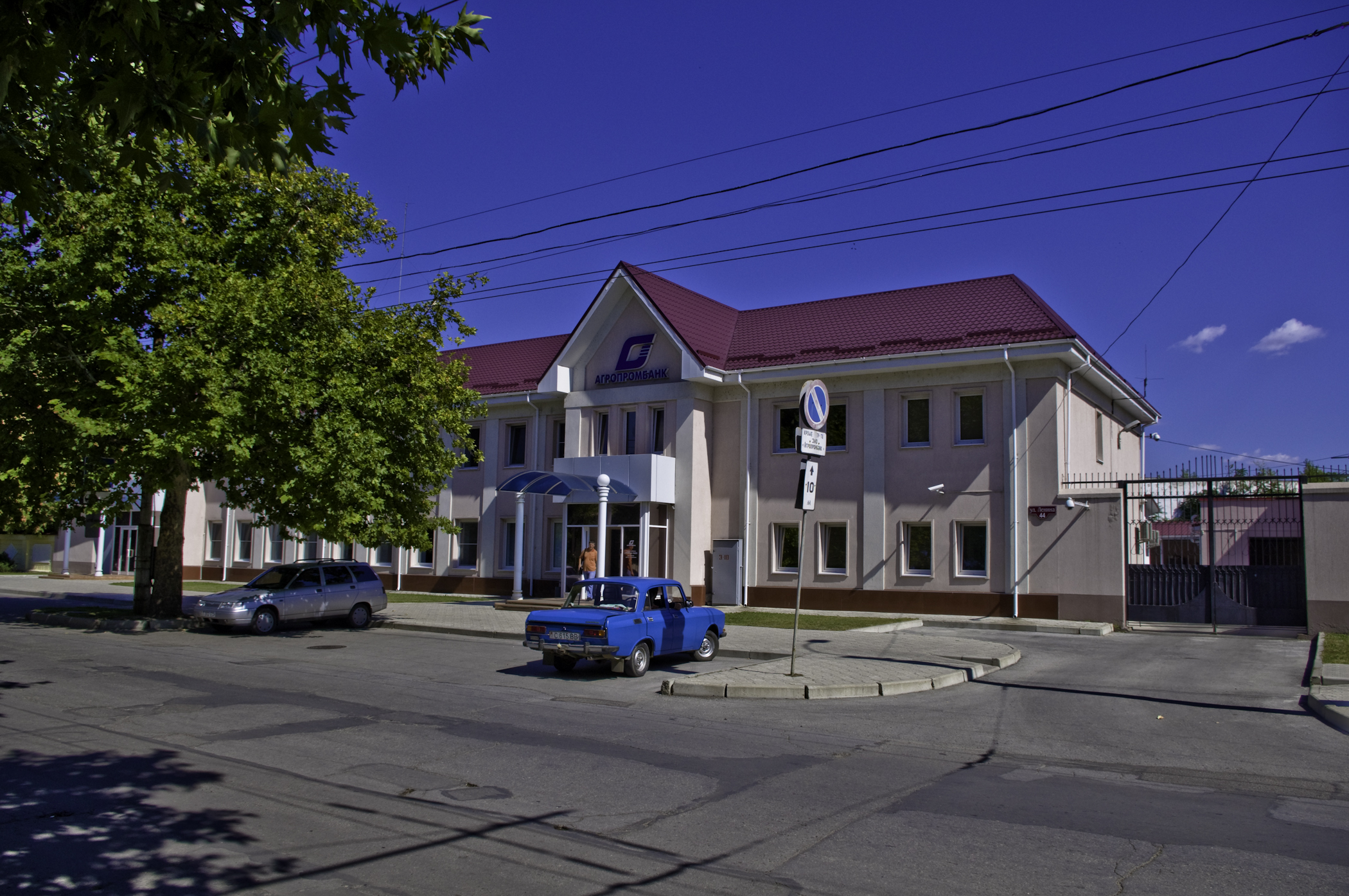
Agroprombank, deținut de holding
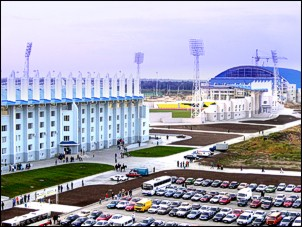
Stadionul Sheriff din Tiraspol